# یانگ پو (بازیکن فوتبال)
یانگ پو(بازیکن فوتبال) (انگلیسی: Yang Pu؛ زادهٔ ۳۰ مارس ۱۹۷۸) یک بازیکن فوتبال اهل جمهوری خلق چین است.